# سجود السهو
سجود السهو هو أن يأتي المصلِّي بسجدتين متواليتين كسجود الصَّلاة قبل السَّلام أو بعده بحسب الكيفية المختلف عليها بين المذاهب الفقهية الأربعة.

## المعنى اللغوي
السَّهو: هو الغفلة  عن الشيء. و في اصطلاح الفقهاء، «فإن  السهو» هي سجدتين يسجدهما المصلي الى جبر خلل في الصلاة.

## مشروعيته
ورد عن النّبي محمد ﷺ عدة أحاديث في سجود السهو منها:
1. عن عبد الله بن مسعود قال: «صلّى رسولُ اللهِ ﷺ ، فزادَ أو نَقَصَ، فقيل: يا رسولَ اللهِ، أزيدُ في الصلاةِ شيءٌ؟ فقال: إنما أنا بَشَرٌ مثلُكم، أنسى كما تنسَوْن، فإذا نَسِىَ أحُدكم فليسجدْ سجدتين وهو جالسٌ، ثم تحوَّلَ رسولُ اللهِ ﷺ فسجَدَ سجدتين».[1]
2. روى أبو هريرة عن النَّبي ﷺ أنّه قال: «إنَّ أحدَكم إذا قام يصلِّي، جاء الشيطانُ فلبَّس عليه، حتى لا يدري كم صلَّى، فإذا وجَد ذلك أحدُكم، فلْيسجُدْ سجدتينِ وهو جالسٌ».[2]

## اسباب سُجود السَّهو
بحسب الفقه الشافعي:
1. أن يترك المُصلّي سنَّة مؤكدة (وتُسمّى الأبعاض)، أو شكّ في تركه، وذلك كالتَّشهد الأول، وقنوت الفجر، أمّا لو ترك سنَّة غير مؤكدة، كقراءة ما تيسر من سُور القرآن، فإنه لا يسجد لتركها عمداً أو سهواً. أمّا إن ترك فرضًا كالركوع، فإن تذكره قبل الركوع الثاني أتى به فورًا، وإن تذكره بعد الركوع الثاني فإن الركوع الثاني يُعتبر أول، وتُلغى الركعة الأولى، ثم يتم صلاته ويسجد للسهو، وأما إذا تذكره بعد السلام من الصلاة فإن لم يطُل الفاصل ولم يأتِ بفعل مبطل أو تكلم أكثر من ست كلمات وجب عليه القيام ويركع ويأتي بالباقي ويتشهد ويسجد للسهو.
2. الشكّ في عدد الركعات التي أدّاها، فعندئذٍ يفرض العدد الأقل ثم يتمم باقي الركعات ثم يسجد للسهو، فمثلاً لو شكّ هل صلّى ثلاثة ركعات من العصر أم ركعتان، فيفرض أنّه صلّى ركعتين ثم يكمل ركعتين أخرتين ثم يسجد للسهو ويسلّم.
3. أن يقوم بعمل منهيّ عنه يبطل الصّلاة سهوًا كأن يتكلم بكلمات قليلة أو أتى بركعة زائدة سهوًا.
4. أن يقوم بنقل شيء من أفعال الصلاة إلى محلّ في غير محلّه سهوًا، كأن يقرأ الفاتحة في جلوس التشهد.

## أحكام سُجود السَّهو في المذاهب الأربعة
بحسب في المذهب الشافعي والمالكي: سنة.
في المذهب الحنفي: واجب. جاء في غرر الأحكام وشرحه درر الحكام: (يجب سجود السهو، وقيل: سنة، والصحيح الأول).
في المذهب الحنبلي: واجب لما يبطل الصلاة عمده من الزيادة أو النقص كترك التكبير والتسميع ونحوهما. جاء في '''كتاب المغني''': (وسجود السهو لما يبطل الصلاة عمده واجب). انتهى
ويندب عندهم لمن ترك واجباً سهوًا كالتسبيح في الركوع والسجود، ويباح لمن لحن لحناً يخل بالمعنى سهواً أو جهلاً.

## كيفيّة سُجود السَّهو
بحسب الفقه الشافعيّ فإن سُجود السَّهو عبارة عن سجدتين كسجدات الصَّلاة، ينوي بهما المصلِّي سجود السَّهو، ومحلّها في آخر الصّلاة بعد التَّشهد والصّلاة على النبي صلّى الله عليه وسلّم وقبل السَّلام.
ومثله كذلك بعد التشهد الأخير عند الحنابلة، إلا أنهما وبحسب نوع السهو فقد تكونان قبل السلام، أو تكونان بعده فيتبعهما تسليمتين أخريين.
أمّا عند الحنفيّة فطريقتها أن يسجد المصلي سجدتين بعد أن يسلم عن يمينه فقط، ثم يتشهد بعد السجدتين، ويسلم بعد التشهد.
أمّا المالكية فسجود السهو سجدتان يتشهد بعدهما قبل السلام أحيانًا وبعده أحيانًا أخرى بحسب السبب.
ويقول المصلّي في السجدتين كما يقول في أي سجدة، وهو قول: «سبحان ربي الأعلى» ثلاث مرّات، ولم يرد عن النَّبي صلّى الله عليه وسلّم أيّ دعاء مخصوص، قال الإمام النَّووي: «سُجُودُ السَّهْوِ سَجْدَتَانِ بَيْنَهُمَا جَلْسَةٌ، وَيُسَنُّ فِي هَيْئَتِهَا الافْتِرَاشُ، وَيَتَوَرَّكُ بَعْدَهُمَا إلَى أَنْ يُسَلِّمَ، وَصِفَةُ السَّجْدَتَيْنِ فِي الْهَيْئَةِ وَالذِّكْرِ صِفَةُ سَجَدَاتِ الصَّلاةِ».